# Sandra Ittlinger
Sandra Ittlinger (* 24. Juni 1994 in München) ist eine promovierte deutsche Volleyball- und Beachvolleyballspielerin.

## Karriere Hallen-Volleyball
Als Zehnjährige begann Sandra Ittlinger zunächst beim SC Gröbenzell mit dem Volleyball. Sie wechselte nach nur einer Saison zum SV Lohhof. Dort erreichte sie 2008 mit der D-Jugend den dritten Platz bei den Deutschen Meisterschaften in Lohhof. Ihre größten Erfolge in der Jugend gelangen ihr in der Saison 2008/09, als sie sowohl in der Halle im hessischen Dieburg mit der U16 deutsche Meisterin wurde als auch beim Beachvolleyball gemeinsam mit ihrer Partnerin Yanina Weiland den Bundespokal der U17 in Damp gewann. Im April 2010 spielte Sandra Ittlinger zum ersten Mal in der Jugendnationalmannschaft U17 und gewann mit dem Team ungeschlagen das Sechs-Nationen-Turnier in Brüssel. Zu Beginn der Saison 2009/10 wechselte die Gymnasiastin in die Frauenmannschaft des TV Planegg-Krailling, in der Jugend blieb die Gröbenzellerin dem SV Lohhof treu, mit dem sie in der U18 die deutsche Vizemeisterschaft erreichte. Außerdem erhielt die Außenangreiferin im Erwachsenenbereich das Zweitspielrecht für den Bundesligisten Allgäu Team Sonthofen. Bei einem ihrer ersten Einsätze in der Bundesliga hatte Sandra Ittlinger mit einer Aufschlagserie im fünften Satz entscheidenden Anteil am ersten Saisonsieg der Allgäuerinnen in der Bundesligasaison 2009/10 beim Auswärtsspiel gegen Alemannia Aachen. Die Schülerin war die jüngste Spielerin in der Volleyball-Bundesliga. 2011 wechselte sie zu den Roten Raben Vilsbiburg und 2012 zum VC Olympia Berlin.

## Karriere Beachvolleyball

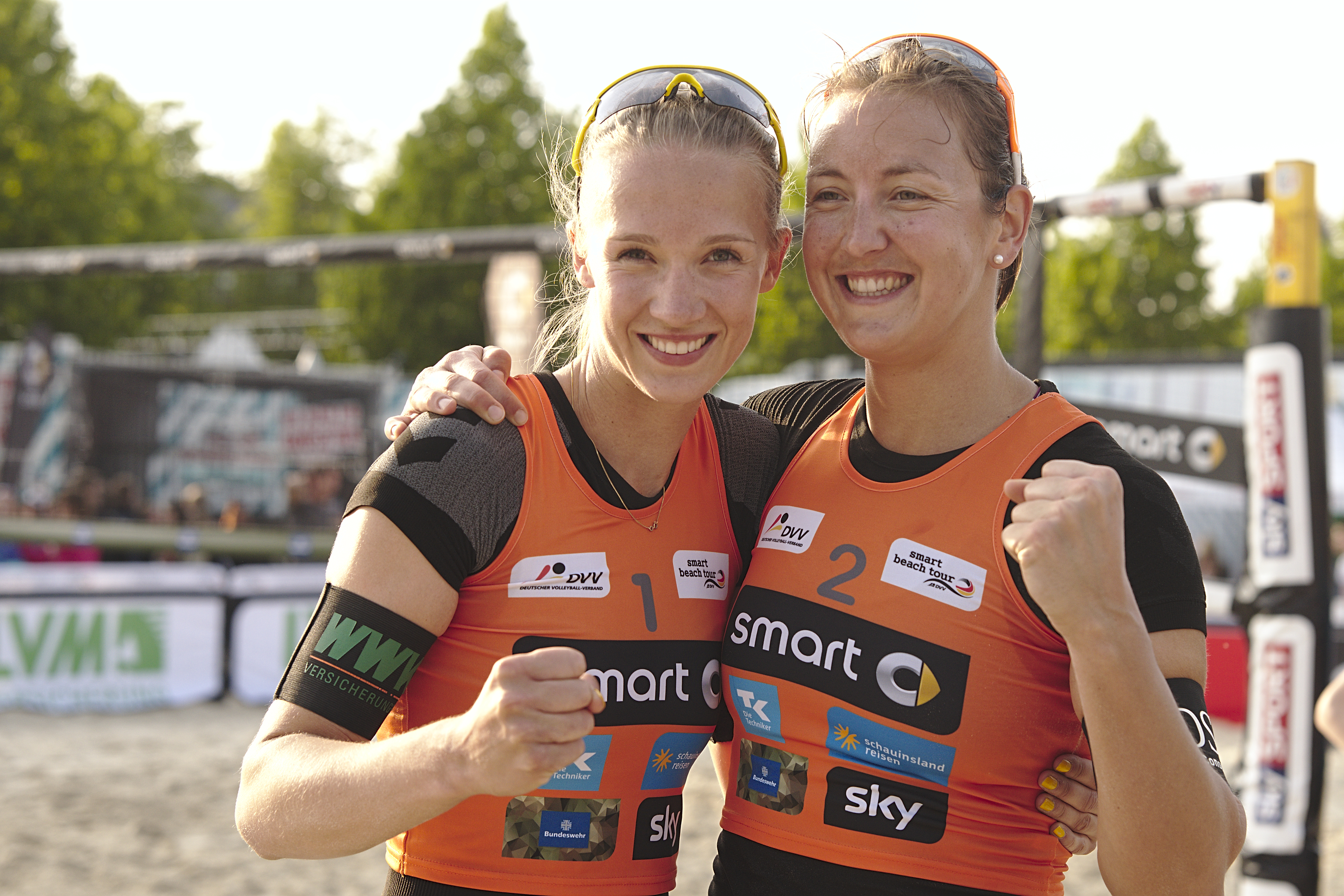
Sandra Ittlinger 2017 mit Teresa Mersmann (rechts) in Münster

Seit 2009 spielt Ittlinger auch Beachvolleyball. Mit Yanina Weiland belegte sie bei nationalen und internationalen Jugend- und Juniorinnen-Meisterschaften zahlreiche Top-Platzierungen. Ittlinger/Weiland starteten seit 2011 auch auf der nationalen Smart Beach Tour und nahmen seit 2014 regelmäßig an der Deutschen Meisterschaft in Timmendorfer Strand teil. 2016 spielten sie auch international auf der FIVB World Tour und gewannen das CEV-Satellite-Turnier in Messina. Mit Cinja Tillmann gewann Ittlinger im selben Jahr auch das CEV-Satellite-Turnier in Barcelona. 2017 spielte sie national und international mit Teresa Mersmann. Von Oktober 2017 bis Januar 2019 bildete Ittlinger mit Kim van de Velde (damals Behrens) ein neues Team, das von Kay Matysik trainiert wurde. Auf der FIVB World Tour 2017/18 hatten die beiden zahlreiche Top-Ten-Platzierungen. Bei der Europameisterschaft in den Niederlanden wurden van de Velde/Ittlinger Neunte. In Timmendorfer Strand wurden sie nach einer Finalniederlage gegen Bieneck/Schneider deutsche Vizemeisterinnen.
Ende Januar 2019 wurde bekannt, dass Ittlinger mit Chantal Laboureur als neuer Partnerin in die Olympiaqualifikation starten würde. Nach durchwachsenen Platzierungen auf der World Tour erreichten Ittlinger/Laboureur bei der EM in Moskau Platz fünf. Bei der WM in Hamburg erreichten sie als Gruppenzweite die erste K.-o.-Runde, in der sie gegen das US-Duo Sponcil/Claes ausschieden. 2020 gewann das Duo die deutsche Meisterschaft. Nach einem neunten Platz bei der EM in Jūrmala trennten sich die beiden.
2021 spielte Ittlinger wieder zusammen mit Kim van de Velde. Auf der FIVB World Tour hatten die beiden durchwachsene Ergebnisse. Auf der German Beach Tour 2021 erreichten sie die Plätze eins, vier, zwei und eins. Im August wurden sie sowohl bei der Europameisterschaft in Wien als auch beim nationalen „King of the Court“-Turnier in Hamburg Neunte. Anfang September erreichten van de Velde/Ittlinger bei der deutschen Meisterschaft Platz drei.
2022 war Isabel Schneider Ittlingers Partnerin. Ittlinger/Schneider gewannen gleich im Januar das „King of the Court“-Turnier in Doha. Auf der World Beach Pro Tour 2022 belegten sie bei den Challenge-Turnieren in Itapema Platz fünf, in Doha Platz neun und in Kuşadası Platz vier sowie beim Elite16-Turnier in Ostrava Platz 17. Auf der German Beach Tour gewannen sie das zweite Turnier in Düsseldorf und wurden Dritte in Hamburg.
Bei der Weltmeisterschaft in Rom erreichten sie als Gruppenzweite die Hauptrunde, in der sie gegen die Australierinnen Mariafe Artacho und Taliqua Clancy ausschieden. Auf der World Beach Pro Tour erreichten Ittlinger/Schneider bei den Challenge-Turnieren in Espinho und Agadir jeweils Platz fünf sowie bei den Elite16-Turnieren in Gstaad Platz 17 und in Hamburg Platz fünf. Bei der Europameisterschaft in München erreichten sie als Gruppensieger das Achtelfinale, in dem sie gegen die Italienerinnen Menegatti/Gottardi ausschieden. Anfang September wurden Ittlinger/Schneider in Timmendorfer Strand deutsche Vizemeisterinnen.
Seit dem Herbst 2022 spielte Ittlinger mit Karla Borger. Beim Elite16-Turnier in Paris erreichten die beiden den neunten Platz. 2023 stand beim Elite16-Turnier 2023 in Uberlandia erneut ein neunter Platz zu Buche. Bei der deutschen Meisterschaft 2023 wurden Borger/Ittlinger Dritte. Bei der anschließenden Weltmeisterschaft in Tlaxcala erreichten sie als Gruppendritte die Hauptrunde, in der sie gegen die Australierinnen Mariafe Artacho und Taliqua Clancy ausschieden. Bei den Challenge-Turnieren erreichten Borger/Ittlinger in Goa Platz zwei und in Chiang Mai Platz fünf. Der Start auf der World Pro Tour 2024 bei Challenge-Turnieren in Brasilien war wechselhaft: Nach einem vierten Platz in Recife schieden Borger/Ittlinger in Saquarema bereits nach der Vorrunde aus. Im April gelang ihnen in Guadalajara erneut Platz vier. Anschließend standen sie beim Elite16 in Tepic in der Runde der besten acht Duos. Noch besser lief es beim Challenge in Xiamen. Dort gelang den beiden am 28. April 2024 ihr größter gemeinsamer Erfolg auf der Pro Tour, als sie im Endspiel das Schweizer Duo Vergé-Dépré/Mäder in zwei Sätzen bezwingen konnten. Nach einigen durchwachsenen Ergebnissen im Mai und im Juni verpassten Borger/Ittlinger als drittbestes deutsches Duo knapp die Teilnahme an den Olympischen Spielen in Paris. Anschließend trennten sich die beiden.
Im zweiten Halbjahr 2024 war Kim van de Velde erneut Ittlingers Partnerin. Auf der German Beach Tour gewannen die beiden die Turniere in Heidelberg, in München und in Kühlungsborn. Bei der deutschen Meisterschaft 2024 wurden Ittlinger/van de Velde Dritte. Beim Elite16 in João Pessoa im Oktober erreichten sie Platz fünf. Noch besser lief es für sie beim gleichwertigen Event in der zweitgrößten Stadt Brasiliens, als sie ihr bis zu diesem Zeitpunkt bestes Resultat in der Weltserie erkämpften. Nach dem zweiten Rang im Pool siegten sie in der Runde der Zwölf gegen Thainara / Elize Maia und im Viertelfinale gegen deren Landsfrauen Vitória/Hegeile und beendeten das Turnier als Vierte. Beim Challenge-Turnier im philippinischen Nuvali standen Ittlinger/van de Velde zum ersten Mal in der Weltserie auf dem Treppchen. Mit ihrer französischen Freundin Lézana Placette gewann Ittlinger im Dezember erneut das „King of the Court“-Turnier in Doha.
2025 spielt Ittlinger an der Seite von Anna-Lena Grüne. Auf der German Beach Tour erreichten Grüne/Ittlinger in Düsseldorf die Plätze drei und zwei sowie in München erneut Platz zwei. Auf der World Pro Tour 2025 hatten sie ihr bestes Ergebnis mit Platz fünf beim Elite16-Turnier in Gstaad. Zusammen mit Svenja Müller und Cinja Tillmann gewannen sie als „Team Deutschland“ beim CEV Beachvolleyball Nations Cup 2025 das Endrunden-Turnier in Espinho.

## Wissenschaftliche Karriere
Im Mai 2025 verteidigte Ittlinger bei der Deutschen Sporthochschule Köln ihre Dissertation „Sequentielle Entscheidungen im Beachvolleyball: Ein integrativer Ansatz aus psychologischer Forschung und Spielbeobachtung“.